# Svensk Teaterteknisk Förening
Svensk Teaterteknisk Förening, även kortat STTF är en branschorganisation inom evenemangsbranschen.
Organisationen verkar för alla yrkesgrupper är verksamma inom teater, film och event.

## Beskrivning
Organisationen bildades 1984 och har sitt säte i Stockholm.
Organisation är öppen för alla som är verksamma inom alla yrkesgrupper inom scenkonst, film och event. 
Exempel på detta är yrken som jobbar med teknik, projektering, design, scenografi, media eller utbildning inom nämnda områden. Organisationer och företag är välkomna som stödjande medlemmar. 
Dessa får ta del av medlemstidningen men är utan rösträtt.
STTF utgör den svenska sektionen av den internationella organisationen OISTAT, en organisation som stöds av UNESCO och har över 40 medlemsländer.